# Тєлушко Ярослав Володимирович
| Хрест Військова честь від Головнокомандувача ЗСУ 23.05.24 |

Яросла́в Володи́мирович Тєлу́шко (нар. 3 липня 1974) — майор медичної служби Командування медичних сил Збройних Сил України. Начальник відділення торакальної хірургії Запорізького військового госпіталю. Кандидат медичних наук. Доцент. Відзначився у ході російського вторгнення в Україну.

## Життєпис
Закінчив в 1998 році Запорізький державний медичний університет. Працював лікарем-хірургом торакальним цілодобової допомоги (2000-2005 рр.), завідувачем торакальним відділенням КУ "МКЛЕ та ШМД м. Запоріжжя" (2011-2019 рр), головним позаштатним торакальним хірургом ЗОДА (2012-1017 рр.), директором науково-практичного центру інтервенційної пульмонології та грудної хірургії на базі КНП "ЗОКЛ" ЗОР. З 2005 викладав на посаді асистента кафедри, а з 2017 року - доцента кафедри в ЗДМУ.
Захистив кандидатську дисертацію за фахом хірургія (2012 р.), співавтор 4 патентів України, більше 60 наукових та науково-педагогічних робіт, 1-го підручника для лікарів. З 2012 року лікар-хірург торакальний вищої категорії, в 2012 році пройшов спеціалізацію з онкохірургії.
Дійсний член ESTS (Європейське товариство торакальних хірургів) — однієї з найбільших фахових спілок у світі з торакальної хірургії. Дійсний член ERS (Європейське респіраторне товариство). Неодноразово проходив навчання та стажування за кордоном, брав участь у міжнародних конгресах, науково-практичних конференціях.
За час проходження служби в складних умовах успішно проводить хірургічні втручання пораненим з вогнепальними пораненнями різного ступеню складності. Надає кваліфіковану медичну допомогу військовослужбовцям з лінії бойового зіткнення і цивільним особам, що постраждали внаслідок бойових дій, бере участь в організації евакуації поранених.

## Державні нагороди
- Медаль «За військову службу Україні»[3]

## Інші нагороди
- Відзнака РНБО України 1 ступеня
- Почесна нагрудна відзнака Головнокомандувача ЗСУ "Хрест Військова честь"
- "Хрест турботи" – відзнака Запорізького військового госпіталю.
- Відзнака за професіоналізм та милосердя "Орден Святого Пантелеймона" [4][5]
- Орден Архістратига Михаїла 2 ступеня